# Unione Sportiva Anconitana 1949-1950
Questa voce raccoglie le informazioni riguardanti l'Unione Sportiva Anconitana nelle competizioni ufficiali della stagione 1949-1950.

## Rosa
| N. |                   | Ruolo | Calciatore         |
| -- | ----------------- | ----- | ------------------ |
|    | Italia (bandiera) | C     | Maide Capacci      |
|    | Italia (bandiera) | D     | Ennio Cardoni      |
|    | Italia (bandiera) | C     | Astorre Cattabrini |
|    | Italia (bandiera) | D     | Franco Civolani    |
|    | Italia (bandiera) | C     | Serafino Conti     |
|    | Italia (bandiera) | C     | Sergio Cumar       |
|    | Italia (bandiera) | A     | Longino Di Piazza  |
|    | Italia (bandiera) | C     | Luciano Fabbri     |

| N. |                     | Ruolo | Calciatore       |
| -- | ------------------- | ----- | ---------------- |
|    | Italia (bandiera)   | D     | Ettore Farina    |
|    | Italia (bandiera)   | P     | Corrado Giubilo  |
|    | Italia (bandiera)   | A     | O. Lini          |
|    | Italia (bandiera)   | A     | Brenno Milani    |
|    | Italia (bandiera)   | D     | Vincenzo Monaldi |
|    | Italia (bandiera)   | A     | G. Monterastelli |
|    | Italia (bandiera)   | A     | Fiorello Quercia |
|    | Ungheria (bandiera) | A     | Gyula Zsengellér |